# Bohumil Hrabal
Bohumil Hrabal född 28 mars 1914 i Brno, död 3 februari 1997 i Prag, var en tjeckisk författare.
Hrabal studerade juridik i Prag men arbetade aldrig med juridik utan levde på tillfälliga arbeten. Han började skriva berättelser på 1930-talet, men debuterade i bokform först 1962. Hans böcker är skrivna i en tradition som förenar modern romankonst och influenser från Joyce och surrealisterna med inhemsk berättartradition, exempelvis Hašeks Den tappre soldaten Švejk. Hrabal valde att stanna i Tjeckoslovakien även under åren av diktatur, och hade ett mycket problemfyllt förhållande till makten. Han fick utstå kritik för undfallenhet samtidigt som han belades med publiceringsförbud av myndigheterna. Förbudet hävdes, efter självkritik, 1976.
Flera av Hrabals böcker har filmats. Låt tågen gå belönades med en Oscar för bästa utländska film 1967.

## Biografi
Bohumil Hrabal föddes i Brno 1914, flyttade tidigt till Polná och kom fem år gammal till Nymburk (45 km öster om Prag), där han gick i skolan och slutligen tog studenten. 1935 blev han inskriven vid juridiska fakulteten på Karlsuniversitetet, men han kunde på grund av den tyska ockupationen inte avsluta sina studier förrän strax efter kriget. Fram till 1962, då han blev fri författare, provade han på en rad olika yrken – bland annat försäkringsagent, handelsresande, stålverksarbetare, papperssorterare, scenarbetare och statist.
På grund av kriget och likriktningen av kulturen under kommunismen efter 1948 fick han sitt genombrott som författare först 1963 – vid 49 års ålder – med novellsamlingen Perlička na dně (Pärlan på botten), vars talspråksnära stil och folkligt surrealistiska gestalter innebar något helt nytt i den tjeckiska litteraturen. Under åren 1964 till 1968 kunde han publicera en handfull originella verk, däribland de båda novellsamlingarna Pábitelé (Pratmakarna) och Inzerát na dům, ve kterém už nechci bydlet (Annons om huset där jag inte längre vill bo) samt kortromanen Ostře sledované vlaky (Låt tågen gå!), som låg till grund för Jiří Menzels Oscarsbelönade film. En särställning intar novellen Taneční hodiny pro starší a pokročilé (Danslektioner för äldre och försigkomna) – den oefterhärmliga 90-sidiga monologen om livet, döden och kärleken som berättas av farbror Pepin, han som i verkligheten och i flera av Hrabals böcker kom till Nymburk för att hälsa på i fjorton dagar och blev kvar hela livet.
1970 var det meningen att ytterligare två titlar skulle komma ut, men den sovjetiska ockupationen 1968 och det hårdnande kulturklimatet gjorde det omöjligt. Böckerna kom aldrig ut i handeln och större delen av upplagorna makulerades. Hrabal belades i praktiken med publiceringsförbud. Även på det personliga planet hade Hrabal i slutet av 60- och början av 70-talet drabbats hårt: 1966 dog hans far Francin, som varit förvaltare och senare direktör på bryggeriet i Nymburk, och 1967 dog farbror Pepin; 1970 dog också hans älskade mor Maryška – berättaren i Postřižiny (När seklet var kort), som han skrev senare samma år och som även den filmatiserats av Jiří Menzel. Kanske är det dessa händelser som gör att han 1970–1973 skriver några av sina starkaste verk: Obsluhoval jsem anglického krále (Jag har betjänat kungen av England), Přilíš hlučná samota (En alltför högljudd ensamhet) och Městečko, kde se zastavil čas (Den lilla staden där tiden stannade). En bidragande orsak är säkert också den gallstensoperation som han skulle genomgå i april 1973.
Efter att han 1976 uttryckt ett svårtolkat stöd för regimen i en intervju, kunde hans böcker börja komma ut igen. När seklet var kort publicerades i omarbetat skick och följdes av bland andra Krasosmutnění (Den ljuva sorgen) och Harlekýnovy miliony (Harlekins millioner), vilka tillsammans bildar den första av Hrabals två självbiografiska trilogier där han skildrar uppväxten, kriget, det kommunistiska maktövertagandet och tiden därefter. I den andra självbiografiska trilogin, som utkom i mitten av 80-talet, låter han sin hustru Eliška berätta om deras liv i Prag på 50-, 60- och första hälften av 70-talet.
Flera av de böcker Hrabal skrev i början av 70-talet kunde ges ut i hemlandet först efter sammetsrevolutionen 1989, eftersom de på sin tid ansågs ha gett en förfalskad bild av det tjeckoslovakiska samhället. I slutet av 1989 kom En alltför högljudd ensamhet och Jag har betjänat kungen av England, 1991 Den lilla staden där tiden stannade.
Och som avslutning på ett storslaget författarskap stannade även Hrabals tid. Den 3 februari 1997 ställde han fram ett bord vid fönstret för att ge duvorna mat i sitt rum fem trappor upp på Pragsjukhuset Bulovka. Bordet tippade och Hrabal ramlade ut och slog ihjäl sig på trottoaren nedanför. Att han just ramlade ut från femte våningen gjorde att man genast började spekulera om hans död: var det verkligen en olyckshändelse och inte ett självmord? Just femte våningen har nämligen en central och skrämmande betydelse i hans liv och författarskap. Hans lägenhet i Prag låg på femte våningen, hans rädsla att falla ut från just detta våningsplan är omvittnad och motivet att begå självmord genom att kasta sig ut från femte våningen återkommer i flera av hans texter.

## Utmärkelser
Asteroiden 4112 Hrabal är uppkallad efter honom.